# Lepetani
Lepetani (cyr. Лепетани) – wieś w Czarnogórze, w gminie Tivat. W 2011 roku liczyła 184 mieszkańców.